# Kiskorpád
Kiskorpád ist eine ungarische Gemeinde im Kreis Kaposvár im Komitat Somogy. Sie liegt ungefähr 14 Kilometer westlich von Kaposvár am linken Ufer des Flusses Kapos.

## Sehenswürdigkeiten
- Reformierte Kirche, erbaut 1789 (Spätbarock)
- Römisch-katholische Kirche Szent Kereszt felmagasztalása

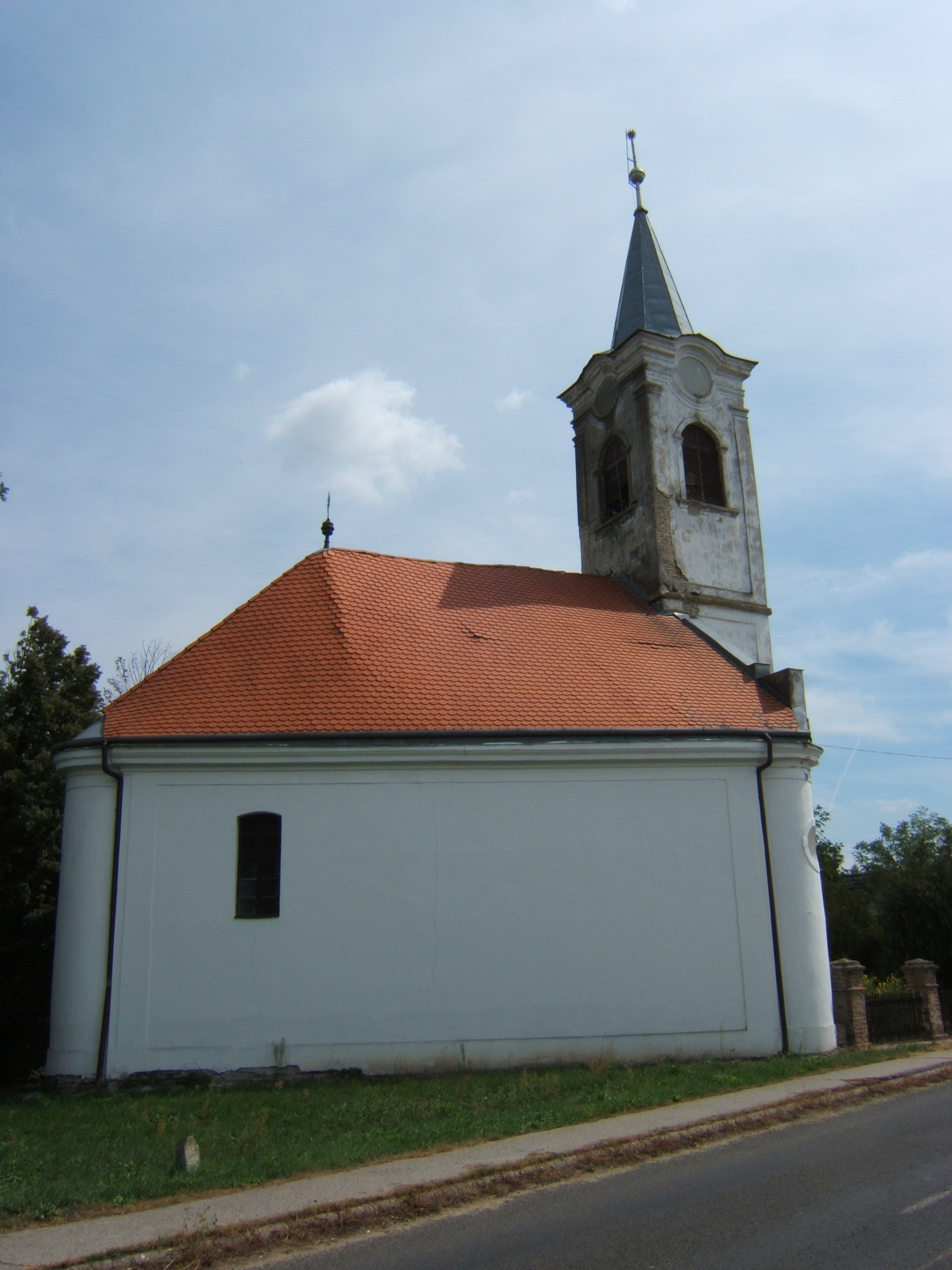
Reformierte Kirche in Kiskorpád

## Söhne und Töchter der Gemeinde
- Lajos Kozma (1884–1948), Architekt, Grafiker und Hochschullehrer
- János Hóvári (* 1955), Historiker, Hochschullehrer und Diplomat

## Verkehr
Durch Kiskorpád verläuft die Hauptstraße Nr. 61, auf welche die Landstraßen Nr. 6702 und Nr. 6617 treffen. Die Gemeinde ist angebunden an die Eisenbahnstrecke von Dombóvár nach Gyékényes.